# Stictoptera ferriferella
Stictoptera ferriferella är en fjärilsart som beskrevs av Embrik Strand 1917. Stictoptera ferriferella ingår i släktet Stictoptera och familjen nattflyn. Inga underarter finns listade i Catalogue of Life.